# 류성희 (독립운동가)
류성희(생몰년 미상)는 한국의 독립운동가이다. 남편은 독립운동가 박영이다.

## 생애
1921년 겨울 소비에트 지구 회의에 참석해 알게 된 박영과 결혼했다. 님 웨일스의 〈아리랑〉에도 등장하는 인물이다. 류성희는 블라디보스토크에서 가까운 한 지방의 조선인 홍군부대에 참가하여 활동하였다.
김산 구술, 님 웨일즈 저술 《아리랑의 노래》는 류성희를 두고 ‘류다른 가정출신’이라고 지적하면서 이렇게 말하고 있다.
"그 여자의 아버지는 북조선의 유명한 영웅인물로서 일명 ‘복면비적’이라고도 불리고 있었다. 그는 자기가 경영하고 있는 빈민아동학교를 지탱해갈 자금을 마련하기 위하여 부잣집의 재물을 선후로 30차에 걸쳐 강탈하였다. 끝내 체포당하였으나 오직 시베리아에 가서 죽겠다는 일념으로 탈옥하여 시베리아에서 기구한 일생을 마쳤던 것이다."
여기 영웅인물의 딸이 류성희로 알려진다. 류성희의 고향이 어디며, 나이가 얼마며를 알리는 자료는 아직 보이지 않는다.
1922년 10월에 백파군이 극동지역에서 완전히 소멸되고 일제침략군이 전부 물러간 후 박씨네 형제들은 극동(원동)쏘베트정부로부터 전투공훈상으로 토지를 분배받기도 했다. 남편 박영은 당시 러시아 극동민족쏘베트위원회 위원, 주석으로 활동했다. 1922년 10월 이후 쏘베트사회주의련맹(즉 쏘련)이 정식으로 탄생한 후 류성희는 남편과 함께 쏘베트 사회주의 혁명과 건설에 힘다하면서 시베리아 조선인사회를 안정으로 이끌어갔다.
1926년 가을 남편 박영이 전우인 광주 국민혁명군 포병대 대장 이용의 편지를 받았다. 이용은 헤이그 밀사 이준의 장남이다. 이용의 편지를 받고 중국 남녘땅에서 혁명의 봉화를 보게 된 박영은 두 동생인 박근만, 박근수와 아내 류성희와 함께 광주로 달려갔고 황포군관학교 교도단에 편입되였다.
1926년 그 시절 광주의 황포군관학교에서도 박영과 같이 활동했다. 1926년 그 시절 광주의 황포군관학교에는 조선인 양림, 이추악 부부와 더불어 박영, 류성희 부부가 활동하고 있었다. 양림 부부는 물론 박영 부부도 황포군관학교내에 혁명가로 소문이 높았지만 박영의 아내 류성희는 남편의 그늘에 가리워 후세에 거의 알려지지 못하였다.
1926년 5월과 7월에 국민혁명군 제4군 엽정독립퇀이 북벌군의 선견대로 호남에 진출하고 국민혁명군 8개 군의 10만명 부대가 서로, 중로, 동로 세갈래로 나뉘여 정식으로 북벌을 개시한 후 중국혁명의 중심은 점차 광주의 주강류역으로부터 무한의 장강류역으로 옮겨졌다. 따라서 류성희와 남편 박영은 물론 두 시동생도 모두 중공당조직의 지시로 활동지역을 광주로부터 무한으로 움직이면서 황포군관학교 분교로 불리는 무한 중앙군사정치학교 훈련부에 편입되였다.
1927년 5월, 무한 중앙군사정치학교의 학생들은 중앙독립사로 편성되였다. 이달에 반동군벌 하두연, 양삼이 반혁명무장을 동원하여 국민정부가 자리잡은 무한을 대대적으로 공격하였다. 혁명과 반혁명과의 생사박투에서 조선인 학생들은 용감성과 헌신성을 떨치였다. 이 생사박투의 싸움터에 박씨네 삼형제도 뛰여들었다.
1927년 12월 11일 새벽 광주봉기로 일시적으로 광주로농민주정부—광주쏘베트정부가 설립되었다. 12월 12일 점심에 1만여명이 시안의 서과원광장에 모여 광주쏘베트정부 옹호 대회까지 열었으나 결국 패퇴하였다. 선후하여 200여명의 조선인 혁명가들이 광주봉기에서 희생되였다. 류성희의 두 시동생은 무사했으나 남편 박영이 전사했다는 비보를 접하자 류성희는 임신한 몸으로 시베리아로 돌아갔다. 김산의 《아리랑의 노래》에서 찾아볼 수 있다.
"당시에 그(박영이를 가리킴)의 처는 잉태중이여서 그는 맏아들을 보게 되였다고 못내 기뻐하고 있었다. 광주봉기 당시 그는 령남에서 그 용감무쌍한 ‘불운의 대대’를 지휘하여 고군작전하다가 영용히 희생되였다. 그의 충실한 안해는 이 비보를 접하고 슬픔에 잠겨있다가 아직 세상에  태여나지도 않은 애기를 배속에 품고 시베리아의 농장으로 돌아갔다."